# Benigno Fitial

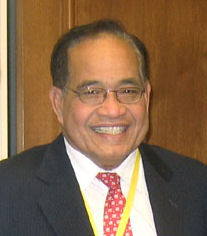
Benigno Fitial (2009)

Benigno Repeki Fitial (* 27. November 1945 auf Saipan) ist ein US-amerikanischer Politiker. Von 2006 bis 2013 war er Gouverneur der Nördlichen Marianen.

## Werdegang
Benigno Fitial besuchte bis 1964 die Mt. Carmel High School auf der Insel Saipan. Danach studierte er an der University of Guam. Vor seiner politischen Laufbahn war er in verschiedenen Berufen tätig. So war er unter anderem Leiter der Nachrichtenredaktion eines Radiosenders und Buchhalter im öffentlichen Dienst. Er war auch im Bankgewerbe, der Versicherungsbranche und in anderen Bereichen tätig. Unter anderem leitete er die Firma Tan Holdings Corporation, die Kleidung herstellte. Politisch war er zunächst Mitglied der Republikaner. 2001 verließ er diese Partei und gründete die Covenant Party. Im Jahr 2011 kehrte er zur Republikanischen Partei zurück.
2001 kandidierte Fitial noch erfolglos für das Amt des Gouverneurs der Nördlichen Marianen. Zwei Jahre später wurde er in das Abgeordnetenhaus des Territoriums gewählt, dessen Präsident er wurde. Im Jahr 2005 wurde er als Nachfolger von Juan Babauta zum neuen Gouverneur seiner Heimat gewählt. Dieses Amt trat er am 9. Januar 2006 an. Nach einer Wiederwahl konnte er es bis zu seinem Rücktritt am 20. Februar 2013 ausüben. Kurz zuvor hatte im Abgeordnetenhaus ein erfolgreiches Impeachment gegen Fitial stattgefunden, in dem ihm Amtsmissbrauch und Korruption vorgeworfen wurden. Mit seinem Rücktritt kam er der Anhörung durch den Senat der Nördlichen Marianen zuvor, der bei ebenfalls positivem Ausgang die unmittelbare Amtsenthebung gefolgt wäre. Der von ihm ernannte Vizegouverneur Eloy Inos trat seine Nachfolge an.